# Ivo Schricker
Ivo Wolfgang Eduard Schricker (Estrasburgo, 18 de março de 1877 - Zurique, 10 de janeiro de 1962) foi um jogador de futebol alemão e o terceiro secretário geral da FIFA, servindo de 1932 a 1951 após sua renúncia.

## Biografia
Ele e seu irmão Erwin (22 de agosto de 1878 - 20 de outubro de 1914, morto em guerra) jogaram no Strassburger FK 1890, Karlsruher Kickers, FV Straßburg e, enquanto estudavam em Berlim, Akademischer SC 1893 Berlin. Com Karlsruher FV, ele se tornou campeão do sul da Alemanha várias vezes. Em 1899 ele estava entre os melhores jogadores no primeiro jogo - ainda não oficial - contra um time da Inglaterra e, em setembro de 1901, ele também jogou em Londres.
Sua cidade natal, Estrasburgo, na Alsácia, foi depois da Primeira Guerra Mundial anexada à França novamente. Depois de se aposentar como jogador, Schricker serviu de 1923 a 1925 como presidente da associação da Alemanha do Sul (Süddeutscher Fußball-Verband).
Ele se mudou para Zurique, na Suíça, um local central e convenientemente localizado que atendia às necessidades da FIFA quando um escritório permanente foi criado. Ivo Schricker tornou-se o primeiro funcionário da organização e foi nomeado Secretário Permanente em 1931, e permaneceu a casa do corpo diretivo do futebol até 1954. A partir de 1948, ele foi apoiado pela secretária Marta Kurmann.